# Nivaria Tejera
Nivaria Tejera (Cienfuegos, 1929 - Paris, 6 de janeiro de 2016) foi uma poeta e novelista cubana. Foi agraciada com o Prêmio Novel Biblioteca Breve em 1971 por sua novela Sonámbulo del sol. Tejera passou grande parte de sua vida em Paris.